# Душкевич, Евгения Борисовна
Евгения Борисовна Душкевич (укр. Євгенія Борисівна Душкевич; род. 4 мая 1979, Симферополь) — украинская волейболистка, блокирующая. Мастер спорта международного класса по волейболу. Выступала за сборную Украины.

## Биография
Отец организовал и тренировал сборную врачей Симферополя по волейболу.
Начала карьеру в одесской «Джинестра». Являлась капитаном команды.
В 2004 году переехала в Италию, где играла за местные команды «Скаволини Пезаро», «Тена Сантерамо» и «Деспар Перуджа». В 2006 году побеждала в CEV Women’s Challenge Cup. Лучшая блокирующая финала четырёх женской Лиги чемпионов ЕКВ сезона 2008/09. В сезоне 2010/11 играла за турецкий «Эджзаджибаши».
Вместе с симферопольским «Оазисом» стала серебряным призёром первенства Крыма 2016/16.

## Достижения
«Джинестра»
- Чемпионка Украины: 2000/01, 2001/02, 2002/03[3]
- Обладатель Кубка Украины: 2000, 2002, 2004[3]

«Скаволини Пезаро»
- CEV Women’s Challenge Cup: 2006[3]

«Деспар Перуджа»
- Бронзовый призёр Лиги чемпионов ЕКВ: 2008/09[3]
- Лучшая блокирующая финала четырёх женской Лиги чемпионов ЕКВ: 2008/09[3]